# دریاچه ارمیستو
دریاچه ارمیستو (به استونیایی: Ermistu järv) دریاچه‌ای در شهرستان پارنو در کشور استونی است.
مساحت این دریاچه ۴٫۸ کیلومتر مربع است و عمق آن از ۱٫۳ تا ۲٬۹ متر متغیر است.